# Kit Carson (Rino Albertarelli)
Kit Carson é um personagem de banda desenhada criado pelo italiano Rino Albertarelli. 
Kit Carson era um personagem de western, tendo sido o primeiro a aparecer nas páginas do semanário Topolino em 1937. Esta personagem foi inspirada na figura real de J. C. Fremont, guia do Oregon. Kit Carson de imediato cai no gosto dos leitores italianos e tem sua publicação continuada até 1939.